# 後藤俊樹
後藤 俊樹（ごとう としき、1972年8月26日 - ）は、キリンプロ大阪オフィスに所属している日本の俳優。京都府出身。

## 出演

### ビデオパッケージ
- ロボット研究
- イオン
- サンマークスだいにち（サンヨーホームズ）
- 東芝

### CM
- 全日空
- 光ブロードバンド（NTT西日本）
- 10.16ダイヤ改正（JR西日本、2004年）
- 日の出料理酒 親子丼篇（キング醸造）
- 敬老の日フェア（小僧寿しチェーン、2006年[1]）
- ライフ

### 舞台
- あの晩、星が教えてくれた 大阪公演A・B・C・D公演[2]（門真市民文化会館ルミエールホール[2]、2004年） - マイケル 役
- ソラリスの謎（2005年） - 高梨健人 役
- 明日への扉〜夢にむかって〜（門真市民文化会館ルミエールホール 小ホール[3]、2006年） - 岸本大輔 役

### テレビドラマ
- 赤い月（テレビ東京、2004年） - 兵士 役
- 白虎隊（テレビ朝日、2007年） - 会津大砲隊 役

## モデル活動

### スチール
- パチンコ必勝[注釈 1] わたしのこれでシリーズ[注釈 2]
- セシール
- 沢井製薬
- エス・バイ・エル
- ダイワハウス